# Dan Harrington
Dan Harrington (Cambridge, Massachusetts, 1945. december 6. –) profi pókerjátékos. Beceneve „Action Dan”, ami egyben ironikus utalás híresen feszes játékstílusára. Jelenleg Santa Monicában él. A póker mellett korábban komolyan foglalkozott backgammonnal, sakkmester az Egyesült Államokban (megnyerte az 1971-es Állami Bajnokságot), hivatását tekintve ügyvéd.

## Élete

### Ifjúkora
1945-ben született a Massachusetts állambeli Cambridge városában.

### Pályafutása

#### Sakk
Harrington sportolói pályafutását sakkozóként kezdte. Néhány év alatt eljutott a sakkmester fokozatig, s rövid időn belül Új-Anglia legerősebb játékosa lett. Tudásának bebizonyításaként elindult az 1972-es Massachussets-i Állami Sakkbajnokságon, ahol az állam legjobbjait maga mögé utasítva nyerte meg a tornát. 

#### Backgammon
Backgammon pályafutása 1976-ban kezdődött. A játék hamar elnyerte  tetszését és rövid idő alatt ebben is mesteri szintre fejlesztette játéktudását. Néhány megnyert versenyt követően bebizonyosodott, hogy Boston egyik legjobb készpénzes játékosa. Backgammon pályafutásának megkoronázásaként 1981-ben megnyerte a Washingtonban rendezett Backgammon Világbajnokságot, megelőzve a világ legjobb játékosait.

#### Póker
Profi pókerjátékosi pályafutását 1982-ben kezdte. 1987-ben elindult a Póker Világbajnokság 10 000 dolláros, limit nélküli hold 'em versenyén. Ezt követően még tizenkét alkalommal indult ezen a versenyen, s összesen négy alkalommal jutott el az utolsó asztalig, amely figyelemre méltó eredmény. Több nagy limit nélküli hold 'em versenyt nyert meg, például az 1995-ös Európai Pókerbajnokságot (European Poker Championships), az 1995-ös Hold 'em Világbajnokság 2.500 dolláros limit nélküli hold 'em versenyét, valamint a „Four Queens” limit nélküli hold 'em versenyt 1996-ban. A Póker Világbajnokságokon 1987-ben hatodik lett, 2003-ban harmadik, 2004-ben pedig negyedik helyen végzett.
Jelenleg Santa Monicában lakik, és az Anchor Loans ingatlanügynökség társtulajdonosa.   

### Könyvei
- Dan Harrington – Bill Robertie: Hold ’em versenystratégia I. – Alapjáték
- Dan Harrington – Bill Robertie: Hold ’em versenystratégia II. – Végjáték
- Dan Harrington – Bill Robertie: Hold ’em versenystratégia III. – Példatár
- Dan Harrington–Bill Robertie: Hold 'em cash game, 1-2.; ford. Oravecz Ferenc; Ekren, Bp., 2009
- Dan Harrington - Bill Robertie: Harrington on On-line cash games - 6-max No limit Hold'em